# Josip Juranović
Josip Juranović, né le 16 août 1995 à Zagreb en Croatie, est un footballeur international croate qui évolue au poste d'arrière droit au Union Berlin.

## Biographie

### Carrière en club

#### NK Dubrava
Né à Zagreb en Croatie, Josip Juranović est formé au NK Dubrava, un club qui évolue dans les divisions inférieures du football croate. Il fait ses débuts en professionnel avec ce club en 2013. Il compte en tout 36 apparitions pour son club formateur, pour quatre buts.

#### Hajduk Split
Le 26 janvier 2015, Juranović signe en faveur de l'Hajduk Split, l'un des clubs les plus importants du pays. Dans un premier temps, il est intégré à l'équipe B. Il fait ses débuts sous ses nouvelles couleurs le 18 avril 2015, à l'occasion d'un match de championnat face au HNK Rijeka. Il est titularisé au milieu de terrain ce jour-là, mais son équipe s'incline (1-2). Il inscrit son premier but face au NK Lokomotiva Zagreb en championnat le 20 avril 2016, et les siens s'imposent sur le score de 2-0.
Le 5 août 2018, lors d'un match de championnat contre le NK Lokomotiva Zagreb (1-1), il débute pour la première fois un match avec le brassard de capitaine.

#### Legia Varsovie
Le 30 juillet 2020, Josip Juranović rejoint le Legia Varsovie. Il est recruté pour remplacer Marko Vešović, blessé pour une longue période.

#### Celtic Glasgow
Le 21 août 2021, Josip Juranović rejoint le Celic Glasgow pour un contrat de cinq ans,.
Il inscrit son premier but pour le club le 16 septembre 2021, lors d'une rencontre de Ligue Europa face au Betis Séville. Titularisé, il marque en transformant un penalty mais son équipe est tout de même battue ce jour-là (4-3 score final). Dès sa première saison il est sacré champion d'Écosse, le Celtic remportant le 52e titre de son histoire.

#### Union Berlin
En janvier 2023, Josip Juranović rejoint l'Allemagne afin de s'engager en faveur de l'Union Berlin. Il signe un contrat courant jusqu'en juin 2027,.
Juranović inscrit son premier but pour le club le 12 mars 2023, à l'occasion d'une rencontre de championnat face au VfL Wolfsburg. Titularisé, il ouvre le score mais son équipe se fait finalement rejoindre (1-1 score final).

### En sélection
Josip Juranović reçoit sa première sélection avec l'équipe de Croatie le 14 janvier 2017, face à la Chine. Il dispute sa première compétition internationale lors de l'Euro 2020.
Le 9 novembre 2022, il est sélectionné par Zlatko Dalić pour participer à la Coupe du monde 2022.
Le 20 mai 2024, il figure dans la liste des 26 joueurs croates retenus par Zlatko Dalić pour participer à l'Euro 2024.

## Palmarès

### En club
Avec le Celtic FC, Josip Juranović remporte à deux reprises le championnat d'Écosse, en 2022 et 2023. Il est également lauréat de la Coupe de la Ligue en 2022.

### En sélection
Avec la sélection croate, il est finaliste de la Ligue des nations en 2023.

### Distinctions personnelles
- Membre de L'équipe de l'année PFA en 2021-2022.